# Jordan EJ11
El Jordan EJ11 fue un monoplaza con el cual compitió el equipo Jordan en la temporada 2001 de Fórmula 1.
Por segundo año consecutivo, Jordan no pudo igualar los resultados de 1999. Acabaron detrás de Ferrari, McLaren, Williams y Sauber, pero quedaron por delante de BAR y Benetton, terminando en total en un quinto puesto en el Mundial de Contructores. No obtuvieron podios, y Heinz-Harald Frentzen fue despedido a mitad de temporada, siendo sustituido desde el Gran Premio de Alemania por Ricardo Zonta. Previamente, Frentzen había sido sustituido en Canadá por lesión. Desde Hungría, Jean Alesi reemplazó a Ricardo Zonta para terminar su última temporada en la Fórmula 1.

## Resultados

### Fórmula 1
(Clave) (negrita indica pole position) (cursiva indica vuelta rápida)

| Año     | Motor             | Neu. | N.º | Pilotos               | 1   | 2   | 3   | 4   | 5   | 6   | 7   | 8   | 9   | 10  | 11  | 12  | 13  | 14  | 15  | 16  | 17  | Puntos | Pos. |
| ------- | ----------------- | ---- | --- | --------------------- | --- | --- | --- | --- | --- | --- | --- | --- | --- | --- | --- | --- | --- | --- | --- | --- | --- | ------ | ---- |
| 2001    | Honda MF301HE V10 | B    |     |                       | AUS | MYS | BRA | SMR | ESP | AUT | MON | CAN | EUR | FRA | GBR | GER | HUN | BEL | ITA | USA | JPN | 19     | 5.º  |
| 2001    | Honda MF301HE V10 | B    | 11  | Heinz-Harald Frentzen | 5   | 4   | 11  | 6   | Ret | Ret | Ret |     | Ret | 8   | 7   |     |     |     |     |     |     | 19     | 5.º  |
| 2001    | Honda MF301HE V10 | B    | 11  | Ricardo Zonta         |     |     |     |     |     |     |     | 7   |     |     |     | Ret |     |     |     |     |     | 19     | 5.º  |
| 2001    | Honda MF301HE V10 | B    | 11  | Jean Alesi            |     |     |     |     |     |     |     |     |     |     |     |     | 10  | 6   | 8   | 7   | Ret | 19     | 5.º  |
| 2001    | Honda MF301HE V10 | B    | 12  | Jarno Trulli          | Ret | 8   | 5   | 5   | 4   | DSQ | Ret | 11  | Ret | 5   | Ret | Ret | Ret | Ret | Ret | 4   | 8   | 19     | 5.º  |
| Fuente: |                   |      |     |                       |     |     |     |     |     |     |     |     |     |     |     |     |     |     |     |     |     |        |      |